# Niederländische Beachhandball-Nationalmannschaft der Männer
Die niederländische Beachhandball-Nationalmannschaft der Männer repräsentiert den Nederlands Handbal Verbond (NHV) als Auswahlmannschaft auf internationaler Ebene bei Länderspielen im Beachhandball gegen Mannschaften anderer nationaler Verbände. Den Kader nominiert der Nationaltrainer.
Als Unterbau fungiert die Nationalmannschaft der Junioren. Das weibliche Pendant ist die Niederländische Beachhandball-Nationalmannschaft der Frauen.

## Geschichte
Die niederländische Beachhandball-Nationalmannschaft der Männer ist eine vergleichsweise späte Gründung, die erstmals für die vierten Europameisterschaften 2006 und damit sechs Jahre später als die der Frauen ins Leben gerufen wurde. Nach einem 13. Rang unter 16 Mannschaften wurde in den nächsten Jahren keine Mannschaft mehr zu einer internationalen Meisterschaft entsandt. Erst 2017 trat wieder eine niederländische Nationalmannschaft der Männer bei Europameisterschaften an und belegte den letzten Platz im Turnier. Nachdem 2019, wo die niederländischen Frauen die Bronze-Medaille gewonnen hatten, keine Mannschaft entsandt wurde, nahmen die Niederländer 2021 wieder an der EM teil und erreichten mit dem 13. Rang unter 18 Mannschaften ihr bislang bestes Ergebnis. Das spiegelt auch die Entwicklung im niederländischen Beachhandball der letzten Jahre wider, wo dieser immer mehr an Bedeutung gewinnt.

## Trainer
| Cheftrainer/in - 2006: Robert Nijdam - 2017: Leon Bude - 2021: Dani Baijens | Co-Trainer/in - 2006: Robin Belles - 2017: Jeroen Baats - 2021: Remco Peters |

## Teilnahmen
| World Games - 2001: nicht qualifiziert - 2005: nicht qualifiziert - 2009: nicht qualifiziert - 2013: nicht qualifiziert - 2017: nicht qualifiziert World Beach Games - 2019: nicht qualifiziert | Weltmeisterschaften - 2004: nicht qualifiziert - 2006: nicht qualifiziert - 2008: nicht qualifiziert - 2010: nicht qualifiziert - 2012: nicht qualifiziert - 2014: nicht qualifiziert - 2016: nicht qualifiziert - 2018: nicht qualifiziert - 2020: nicht qualifiziert | Europameisterschaften - 2000: keine Teilnahme - 2002: keine Teilnahme - 2004: keine Teilnahme - 2006: 13. - 2007: keine Teilnahme - 2009: keine Teilnahme - 2011: keine Teilnahme - 2013: keine Teilnahme - 2015: keine Teilnahme - 2017: 14. - 2019: keine Teilnahme - 2021: 13. | EHF Championship - 2022: 10 |

- EM 2006: Humphry van Asdock • Jorrit Gaal • Arjan Haenen • Toon Leenders • Thijs van de Mortel • Robert Nijdam • Albert Paas • Thijs Perquin • Jasper Snijders • Wilem Veenendaal[3]

- EM 2017: Sander Broeders • Bernard Broekmann • Bas van den Dungen • Robin Jansen • Kevin van Loon • Robbert Kruijne • Thijs van de Mortel • Jasper Robben • Koen Schoemaker • David de Witt[4]

- EM 2021: Jordy Baijens • Sander Broeders • Rik Coenders • Mark Kooij • Thomas van Ophem • Jasper Robben • Jelmer Schaap • Silas Speckmann • Stijn Steenhuis • Max Voermans[5]

## Aktueller Kader
Der aktuelle Kader besteht aus den zur EM 2021 berufenen Spielern:
- Jordy Baijens (Volendam)
- Sander Broeders (Feyenoord)
- Rik Coenders (Witte Ster)
- Mark Kooij (Aalsmeer)
- Thomas van Ophem (Feyenoord)
- Jasper Robben (Handbal Tilburg)
- Jelmer Schaap (Achilles Apeldoorn)
- Silas Speckmann (HSG Nordhorn-Lingen)
- Stijn Steenhuis (HVC)
- Max Voermans (DFS Arnhem)

## Einzelbelege
1. ↑  Strong Men Beach Handball Bootcamp op 1 juli in Apeldoorn. In: AHV Achilles. 25. Juni 2017, abgerufen am 18. Februar 2022 (niederländisch).
2. ↑  Stijn: Vier Oranje-teams willen naar EK Beach Handball. In: Handbal Inside. 27. Februar 2021, abgerufen am 18. Februar 2022 (niederländisch).
3. ↑  European Handball Federation - Netherlands / (Adults Team). Abgerufen am 18. Februar 2022 (englisch).
4. ↑  Advance Communications: Nederlandse Beachhandballers via Polen naar het EK in Zagreb | Handbalstartpunt - Dé handbalwebsite van Nederland. Abgerufen am 18. Februar 2022 (niederländisch).
5. ↑  Stijn: Bondscoaches hebben uitnodigingen voor EK Beach Handball verstuurd. In: Handbal Inside. 7. Juni 2021, abgerufen am 18. Februar 2022 (niederländisch).